# Nataša Vezmar
Nataša Vezmar (Bjelovar, 24 de octubre de 1976) es una deportista croata que compitió en taekwondo. Ganó tres medallas en el Campeonato Mundial de Taekwondo entre los años 1995 y 2003, y cinco medallas en el Campeonato Europeo de Taekwondo entre los años 1994 y 2004.

## Palmarés internacional
| Campeonato Mundial | Campeonato Mundial                | Campeonato Mundial | Campeonato Mundial |
| Año                | Lugar                             | Medalla            | Categoría          |
| ------------------ | --------------------------------- | ------------------ | ------------------ |
| 1995               | Manila (Filipinas)                | Medalla de bronce  | +70 kg             |
| 1997               | Hong Kong (China)                 | Medalla de bronce  | +70 kg             |
| 2003               | Garmisch-Partenkirchen (Alemania) | Medalla de plata   | +72 kg             |
| Campeonato Europeo |                                   |                    |                    |
| Año                | Lugar                             | Medalla            | Categoría          |
| 1994               | Zagreb (Croacia)                  | Medalla de plata   | +70 kg             |
| 1998               | Eindhoven (Países Bajos)          | Medalla de oro     | +72 kg             |
| 2000               | Patras (Grecia)                   | Medalla de bronce  | +72 kg             |
| 2002               | Samsun (Turquía)                  | Medalla de oro     | +72 kg             |
| 2004               | Lillehammer (Noruega)             | Medalla de oro     | +72 kg             |